# روکورو موچیزوکی
روکورو موچیزوکی (به ژاپنی: 望月六郎، Rokurō Mochizuki) (زادهٔ ۵ سپتامبر ۱۹۵۷) کارگردان و فیلم‌نامه‌نویس اهل ژاپن است که در نوزدهمین جشنواره فیلم یوکوهاما برندهٔ جایزهٔ بهترین کارگردان شده‌است.